# Hegyi Füstös László
Hegyi Füstös László (névvariáns: Hegyi-Füstös László) (Gyömrő, 1950. május 10. – Kecskemét, 1997. július 16.) magyar grafikus, karikaturista, tanár, animációs filmrendező.

## Életpálya
Gyömrőn született, 1950. május 10-én. Monoron a József Attila Gimnáziumban érettségizett, majd retusőrként dolgozott a budapesti Athenaeum Nyomdában. Ezt követően Tanárképző Főiskolát végzett. Grafikusként karikatúrákat rajzolt a Magyar Ifjúság (1969–75) humormellékletében, majd a Világ Ifjúsága (1969), Ludas Matyi (1970), Füles (1971), Néplap (1974–75) is foglalkoztatta. Rajzait, karikatúráit HEFÜLA néven szignálta. Az 1972-es Ki mit tud?-on virtuóz rajztehetségével szerzett országos népszerűséget. Több televíziós műsort vezetett mint tanár, felhasználva rajztudását, előadásait illusztrálta. (Deltácska, Iskolatelevízió stb.) Az Átváltozó rajz-ok sorozata 1990-ben könyvalakban Pál István előszavával magánkiadásban is megjelent. Célja volt a játékos, de elgondolkodtató rajzolás terjesztése, közönségét bevonta és ösztönözte az együttrajzolásra. Szanticskán létrehozta saját alkotóstúdióját.  A Pannónia Filmstúdió kecskeméti műtermében 1976-tól főként tervezőként tevékenykedett. Folklórt idéző, stilizált népi motívumokból szerkesztett filmjével, a Regöléssel mutatkozott be. Animációs filmrendezőként, animátorként, tervezőként a Magyar népmesék sorozatot dolgozták fel munkatársaival: A Csókaleányok, Ábelesz, Kóbelesz stb. A népszerű, többszörösen díjazott rajzfilmsorozatot még napjainkban is többször láthatjuk ismétlésben a Magyar Televízióban. A Vízipók-csodapók rajzolóstáb tagjaként a filmsorozat háttérrajzait készítette el. 1985-ben Egeresfilm című alkotása a Kecskeméti Animációs Filmszemlén a legjobb grafikai terv díját nyerte el. Reklámfilmeket is készített, grafikusként könyveket is illusztrált. Utolsó munkája a 12 HAIKU című animációs film volt, amely 1996-ban készült a kecskeméti rajzfilmstúdióban (Kecskemétfilm Kft). 1997. július 16-án hunyt el.

## Publikációi
- Magyar Ifjúság (1969-1975)
- Világ Ifjúsága (1969)
- Ludas Matyi (1970)
- Füles (1971)
- Néplap (1974-1975)

## Könyve
- Hegyi Füstös László: átváltozó RAJZ-OK (1990)  ISBN 9634003672

## Fontosabb televíziós munkái
- Deltácska
- Iskolatelevízió
- Átváltozó rajzok

## Fontosabb animációs és rajzfilmes munkái
- Regölés
- Egeresfilm
- Vízipók-csodapók (háttér tervező-rajzoló)
- Magyar népmesék

## Könyvillusztráció
- Varga Domokos: Jó játék a fény, az árnyék
- Gyógytorma
- Magyar népmesék (könyv sorozat, Alexandra kiadó)